# Stans
Stans je općina i glavni grad švicarskog kantona Nidwalden.

## Stanovništvo
Grad ima 8 064 stanovnika.

## Gospodarstvo
U poljoprivredne svrhe koristi se 43,7 % ukupne površine površine općine.

## Vanjske poveznice
- Službene stranice grada  Arhivirana inačica izvorne stranice od 4. ožujka 2013. (Wayback Machine) (njem.)